# Nereau
Nereau, ovvero il signore dei ragni, è una divinità creatrice venerata nelle isole micronesiane Nauru, conosciuta anche come Areop-Enap.

## Il mito e le sue varianti
Il nome Nereau si riferisce, per la precisione, a due divinità distinte ma strettamente legate tra loro, tanto da essere inseparabili: Ragno Antico e Ragno Giovane. In alcune versioni, il primo è un essere preesistente rispetto alla creazione del mondo, la cui dimora sono - secondo le varianti del mito - il vuoto, l'oscurità, lo spazio infinito o il mare. Altri racconti narrano invece che Ragno Antico e Ragno Giovane nacquero entrambi da Te Bo Ma ("Oscurità") e Te Maki ("Spaccarsi assieme") coi fratelli Vuoto, Notte, Giorno, Tuono e Fulmine.
La variante del mito più nota è quella diffusa nelle Isole Gilbert, in cui Ragno Antico crea il cielo e la terra da una conchiglia. Subito dopo ordina ad acqua e sabbia di accoppiarsi, e dalla loro unione vengono generati gli esseri marini Nakika (il Polipo) e Riiki (l'Anguilla), e Nereau (il Ragno Giovane). Secondo questa versione, dunque, il nome Nereau rimanda a un solo aspetto della divinità, ovvero alla sua giovinezza.
In ogni caso, compito di Nereau è tramutare i pazzi e i muti in esseri umani. Egli, quindi, è anche una divinità del linguaggio oltre che creatrice.
Appare anche come personaggio benefico nel romanzo fantasy di Michael Scott I segreti di Nicholas Flamel, l'immortale - Il mago e I segreti di Nicholas Flamel, l'immortale - L'incantatrice, aiutando la fattucchiera Perenelle a sconfiggere la Morrigan, la dea della guerra irlandese. La sua presenza è come una calamita per tutti i ragni, che hanno invaso l'isola sulla quale si trovava, Alcatraz.

## Varianti del nome
Nereau è conosciuto con nomi che variano sensibilmente per il modo in cui sono trascritti nell'alfabeto latino. Tra questi ricordiamo Naareau, Na-areau, Nareau e Narleau, oltre a Areop-Enap che in lingua micronesiana significa appunto "Ragno Antico" (uno dei due aspetti della divinità).